# Championnats d'Afrique de lutte 2018
Navigation
Marrakech 2017 Hammamet 2019
Les Championnats d'Afrique de lutte 2018 se déroulent du 7 avril 2018 au 11 avril 2018 à Port Harcourt, au Nigeria.

## Podiums

### Hommes

#### Lutte libre
| Catégories | Or                     | Argent                  | Bronze                 |
| ---------- | ---------------------- | ----------------------- | ---------------------- |
| 57 kg      | Jan Louwrens Combrinck | Ebikewenimo Welson      | Abdelhak Kherbache     |
| 57 kg      | Jan Louwrens Combrinck | Ebikewenimo Welson      | Gamal Mohamed          |
| 61 kg      | Adama Diatta           | Chedli Methlouthi       | Firstman Victor        |
| 65 kg      | Amas Daniel            | Haithem Dakhlaoui       | Fares Lakel            |
| 65 kg      | Amas Daniel            | Haithem Dakhlaoui       | Reynhardt Louw         |
| 70 kg      | Ogbonna John           | Amr Reda Hussen         | Jean Bernard Diatta    |
| 70 kg      | Ogbonna John           | Amr Reda Hussen         | Chems Eddine Bouchaib  |
| 74 kg      | Ayoub Barraj           | Sami Hamdi Amine        | Ali Mustafa            |
| 79 kg      | Ekerekeme Agiomor      | Fredylan George Marais  | Oussema Rigani         |
| 79 kg      | Ekerekeme Agiomor      | Fredylan George Marais  | Francisco Kadima       |
| 86 kg      | Melvin Bibo            | Hein Janse van Rensburg | Guma Basher            |
| 86 kg      | Melvin Bibo            | Hein Janse van Rensburg | Imed Kaddidi           |
| 92 kg      | Hosam Mohamed Merghany | Robert Daufa            | John Odhiambo Omondi   |
| 97 kg      | Martin Erasmus         | Soso Tamaru             | Cedric Tchouga Nyamsi  |
| 125 kg     | Khaled Mohamed Abdalla | Sinivie Boltic          | Claude Kouamen Mbianga |

#### Lutte gréco-romaine
| Catégories | Or                      | Argent                   | Bronze                |
| ---------- | ----------------------- | ------------------------ | --------------------- |
| 55 kg      | Abdelkarim Fergat       | Mahmoud Hemdan Hussein   | Given Chochi          |
| 60 kg      | Abdennour Laouni        | Rabie Hamed Ahmed        | Anwar Tango           |
| 63 kg      | Hassan Ahmed Mohamed    | Souleymen Nasr           | Fouad Fajari          |
| 67 kg      | Mohamed Ibrahim Elsayed | Ayoub Hanine             | Romeo Joseph          |
| 67 kg      | Mohamed Ibrahim Elsayed | Ayoub Hanine             | Ishak Ghaiou          |
| 72 kg      | Emmanuel Nworie         | Gamal Ashour Marzouk     | Aziz Boualem          |
| 77 kg      | Akrem Boudjemline       | Zied Ait Ouagram         | Perefaghe Kiribein    |
| 77 kg      | Akrem Boudjemline       | Zied Ait Ouagram         | Mohamed Zahab Khalil  |
| 82 kg      | Ahmed Aly Ahmed         | Bachir Sid Azara         | Khalid Sahli          |
| 87 kg      | Adem Boudjemline        | Mohamed Skander Missaoui | Fathi Abdelrahman Ali |
| 97 kg      | Hamza Haloui            | Choucri Atafi            | Amine Guennichi       |
| 130 kg     | Radhouane Chebbi        | Youssef Aly Issa         | Anas Lamkabber        |

### Femmes

#### Lutte féminine
| Catégories | Or                 | Argent                  | Bronze                 |
| ---------- | ------------------ | ----------------------- | ---------------------- |
| 50 kg      | Mercy Genesis      | Kheira Chaimaa Yahiaoui | Sara Hamdi             |
| 53 kg      | Bose Samuel        | Maroi Mezien            | Maiada Morad Abbas     |
| 55 kg      | Ifeoma Nwoye       | Faten Hammami           | non attribuée          |
| 57 kg      | Odunayo Adekuoroye | Joseph Essombe          | Dorsaf Gharsi          |
| 59 kg      | Bisola Makanjuola  | Eman Guda Ebrahim       | Safietou Goudiaby      |
| 62 kg      | Aminat Adeniyi     | Lilia Mejri             | non attribuée          |
| 65 kg      | Hannah Rueben      | Gaelle Alakame Anzong   | Amina Elsebaee Ibrahim |
| 68 kg      | Blessing Oborududu | Anta Sambou             | Berthe Etane Ngolle    |
| 72 kg      | Winnie Gofit       | Amy Youin               | Lilian Kiende Nthiga   |
| 76 kg      | Samar Amer         | Blessing Onyebuchi      | Annabelle Ali          |

## Tableau des médailles
| Rang  | Nation         | Or | Argent | Bronze | Total |
| ----- | -------------- | -- | ------ | ------ | ----- |
| 1     | Nigeria        | 15 | 5      | 3      | 23    |
| 2     | Égypte         | 6  | 7      | 5      | 18    |
| 3     | Algérie        | 5  | 2      | 4      | 11    |
| 4     | Tunisie        | 2  | 7      | 4      | 13    |
| 5     | Afrique du Sud | 2  | 2      | 2      | 6     |
| 6     | Maroc          | 0  | 3      | 6      | 9     |
| 7     | Cameroun       | 0  | 2      | 4      | 6     |
| 8     | Sénégal        | 0  | 1      | 2      | 3     |
| 9     | Côte d'Ivoire  | 0  | 1      | 0      | 1     |
| 10    | Kenya          | 0  | 0      | 2      | 2     |
| 10    | Soudan         | 0  | 0      | 2      | 2     |
| 12    | Angola         | 0  | 0      | 1      | 1     |
| Total | Total          | 30 | 30     | 35     | 95    |